# Teruaki Kurobe
Teruaki Kurobe (jap. 黒部 光昭, Kurobe Teruaki; * 6. März 1978 in Anan Präfektur Tokushima) ist ein ehemaliger japanischer Fußballspieler.

## Nationalmannschaft
2003 debütierte Kurobe für die japanische Fußballnationalmannschaft. Kurobe bestritt vier Länderspiele.

## Errungene Titel
- J. League: 2006
- Kaiserpokal: 2002, 2006